# Louisville (Georgia)
Louisville es una ciudad ubicada en el condado de Jefferson en el estado estadounidense de Georgia. En el censo de 2000, su población era de 2.712. Es la sede del condado de Jefferson.

## Demografía
En el 2000 la renta per cápita promedia del hogar era de $19,883, y el ingreso promedio para una familia era de $32,578. El ingreso per cápita para la localidad era de $15,028. Los hombres tenían un ingreso per cápita de $31,500 contra $16,921 para las mujeres.

## Geografía
Louisville se encuentra ubicado en las coordenadas 33°0′15″N 82°24′17″O / 33.00417, -82.40472 (33.004291, -82.404588).
Según la Oficina del Censo, la localidad tiene un área total de 9,4 km² (3,6 mi²), de la cual 9,4 km² (3,6 mi²) es tierra y 1 km² (0 mi²) (0.10%) es agua.